# Metagnorisma
Metagnorisma là một chi bướm đêm thuộc họ Noctuidae.